# 水試彷刺鎧蝦
水試彷刺鎧蝦（学名：Munidopsis tafrii）为鎧甲蝦科仿刺鎧蝦屬下的一个种。